# Contea di Oktibbeha
La contea di Oktibbeha ( in inglese Oktibbeha County ) è una contea dello Stato del Mississippi, negli Stati Uniti. La popolazione al censimento del 2000 era di 42 902 abitanti. Il capoluogo di contea è Starkville.